# Карминяно
Карминя̀но (на италиански: Carmignano) е град и община в Централна Италия, провинция Прато, регион Тоскана. Разположен е на 189 m надморска височина. Населението на общината е 14 541 души (към 2018 г.).